# Hep Stars
(The) Hep Stars — шведская рок-группа созданная в 1963 году и существовавшая примерно до 1969 года. В 60х годах была самой успешной шведской поп-рок-группой. За пределами Швеции известна благодаря тому что в группе играл будущий участник группы АББА Бенни Андерссон.

## История
В группе играли Свен Хедлунг вокалист, гитарист Йенне Фриск, барабанщик Кристер Петерссон и бас-гитарист Леле Хегланд. Свенне Хедлунд и Бенни Андерссон покинули группу в 1969 году.
Hep Stars была популярнейшей рок-группой в Швеции, даже более популярной чем The Beatles или The Rolling Stones.
Группа была создана в 1963 году Ленартом (Леле) Хегландом и Кристером Петерссоном. Они познакомились во время службы в шведских военно воздушных силах. Вначале они играли клубную музыку но вскоре начали исполнять и рок. Йенне Фриск вскоре начал играть в группе а затем к ним присоединился органист Ханс Остлунд. Сначала вокалистом был Йенне но вскоре они поняли что им нужен другой вокалист. Им стал Свен Хедлунг пришедший в группу. Вскоре они записали свой первый хит «Kana Kapila».
Они были неудовлетворены игрой Ханса Остлунда и начали искать другого клавишника. Вскоре Свенне позвонил его друг Бенни Андерссон который хотел попросить у него фургон чтобы увезти оборудование группы на выступление в какой-то клуб. Свенне поехал с ними в клуб чтобы послушать выступление его друзей. Группа была довольно слабой, но Бенни играл на синтезаторе отлично, он начал впервые это делать в 6 лет когда впервые прикоснулся к аккордеону. Свен предложил Бенни присоединится к группе «Hep Stars» и он согласился. Первая же совместная репетиция показала что Свенне не ошибся в выборе, Бенни играл великолепно.
23 марта 1965 года они появились на шведском телевидении в программе «Drop in». Они пели песню «Кадиллак» носясь по сцене и делая другие дикие штучки. На одном из концертов Свенне сломал щиколотку во время своих диких прыжков! Такое поведение снискало им популярность особенно среди молодых девушек. В ту же неделю песня «A tribute to Buddy Holly» попала в шведский Топ 10 как и «Cadillac» и «Farmer John» двумя неделями позже. «Bald headed woman» третий сингл ставший хитом. Месяцем позже они выступили на норвежское ТВ с песнями «Cadillac» и «Farmer John» и попали в норвежский Топ 10 тоже. Также было в Бельгии и Финляндии.
Участники группы были под влиянием английского и американского рок-н-рола. Их первые записи были сделаны под аккомпанемент электрического органа Бенни. Группа часто выступала на вечеринках, девчишниках и проводила жизнь в весьма свободном «рок-н-ролльном» стиле. Это весьма сильно повлияло на Бенни и в конце концов он разошёлся со своей подругой Кристиной Грёнвалл, с которой у них было 2 детей.
В 1965 году группа записывает диск с песнями в стиле Битлз, так как в то время везде царила битломания. Бенни с самого прихода в группу начал писать песни. И однажды во время вынужденного безделья, из-за сломанной щиколотки Свена группа не выступала, Бенни написал песню «Sunny girl» которая стала хитом номер 1 в Европе даже в Германии и Польше. В том же году они со Свенне написали песню «Wedding» которая тоже стала хитом в Европе. Так как Бенни плохо знал английский, все песни тех лет страдали «словарными» текстами, потому что он сначала сочинял музыку а потом садился с англо-шведским словарём и подбирал английские слова по длине и созвучию.
Со временем его песни становились все лучше и лучше. И хотя ранние поклонники группы со временем отсеялись так как им нравился более жёсткий рок-н-ролльный стиль, появилось много новых, которым нравились песни Бенни.
В 1966 году они с группой отдыхали после концерта в пабе. В том же заведении были музыканты другой группы Hootenanny Singers игравшей в том же городе. Автором слов и исполнителем в той группе был Бьорн Ульвеус. Тогда Бенни и Бьорн познакомились и с тех пор началось их сотрудничество в написании песен.
Бас-гитарист группы Леле Хегланд скончался 13 апреля 2022 года в возрасте 79 лет.

## Дискография

### Альбомы
- 1964 — We and Our Cadillac — Olga LPO 01
- 1965 — Hep Stars on Stage — Olga LPO 02
- 1966 — The Hep Stars — Olga LPO 04
- 1967 — Jul med Hep Stars — Olga LPO 06
- 1968 — Songs We Sang 68 — LPO 07
- 1968 — It's Been a Long Long Time — Cupol CLPNS 342
- 1969 — Hep Stars på svenska — Olga LPO 11
- 1970 — How It All Started — Efel LPE 003

### Синглы
- 1964 — Kana Kapila / I Got A Woman — Olga SO 03
- 1964 — A Tribute To Buddy Holly / Bird Dog — Olga SO 04
- 1964 — If You Need Me / Summertime Blues — Olga SO 05
- 1965 — Farmer John / Donna — Olga SO 06
- 1965 — Cadillac / Mashed Potatoes — Olga SO 09
- 1965 — Bald Headed Woman / Lonesome Town — Olga SO 11
- 1965 — No Response / Rented Tuxedo — Olga SO 12
- 1965 — So Mystifying / Young And Beautiful — SO 13
- 1965 — Should I / I’ll Newer Quite Get Over You — Olga SO 17
- 1966 — Sunny Girl / Hawaii — Olga SO 21
- 1966 — Wedding / When My Blue Moon Turns To Gold Again — Olga 25
- 1966 — I natt jag drömde / Jag Vet — Olga SO 29
- 1966 — Consolation / Don’t — Olga SO 33
- 1967 — Malaika / It’s Nice To Be Back — Olga SO 38
- 1967 — Christmas on my mind / Jingle Bells — Olga SO 47
- 1967 — Mot Okänt Land / Någonting Har Hänt — Olga SO 49
- 1967 — She Will Love You / Like You Used To Do — Olga SO 50
- 1967 — A Fool Such As I /  As Long As I Have You — Olga SO 52
- 1968 — It’s been a long long time / Musty Dusty — Cupol CS45/226
- 1968 — Sagan Om Lilla Sofie / Det finns en stad — Cupol CS45/232
- 1968 — Let it be me / Groovy Summertime — Olga SO 64
- 1968 — Tända På Varann / I sagans land — Olga SO 72
- 1968 — Holiday for clowns / A Flower In My Garden — Olga SO 80
- 1969 — Speleman /  Precis Som Alla Andra — Olga SO87
- 1969 — Speedy Gonzales / Är Det Inte Kärlek Säg — Olga SO 91
- 1969 — Little Band Of Gold /  Another Day — Olga SO 93
- 1969 — Tallahassee Lassie / Som En Saga — Strike STRIKE 77
- 1969 — Boy / Venus — Strike STRIKE 78
- 1970 — Blue Suede Shoes / Nere På Hörnet — Strike STRIKE 80
- 1970 — Mademoiselle Ninette / By Tomorrow — Strike STRIKE 83
- 1970 — You Came, You Saw, You Conquered / Jag Kan Inte Låta Bli Att Tänka På Dig — Strike STRIKE 85
- 1972 — Carolina / Ten Years Later — Philips 6015 038